# Vărădia
Vărădia (in ungherese Varadia) è un comune della Romania di 1 618 abitanti, ubicato nel distretto di Caraș-Severin, nella regione storica del Banato.
Il comune è formato dall'unione di 2 villaggi: Mercina e Vărădia.
Vărădia ha dato i natali al chimico Coriolan Drăgulescu (1907-1977).